# Sarracenia leucophylla
Sarracenia leucophylla är en flugtrumpetväxtart som beskrevs av Constantine Samuel Rafinesque.
Sarracenia leucophylla ingår i släktet flugtrumpeter och familjen flugtrumpetväxter. IUCN kategoriserar arten globalt som sårbar. Inga underarter finns listade i Catalogue of Life.

## Bildgalleri

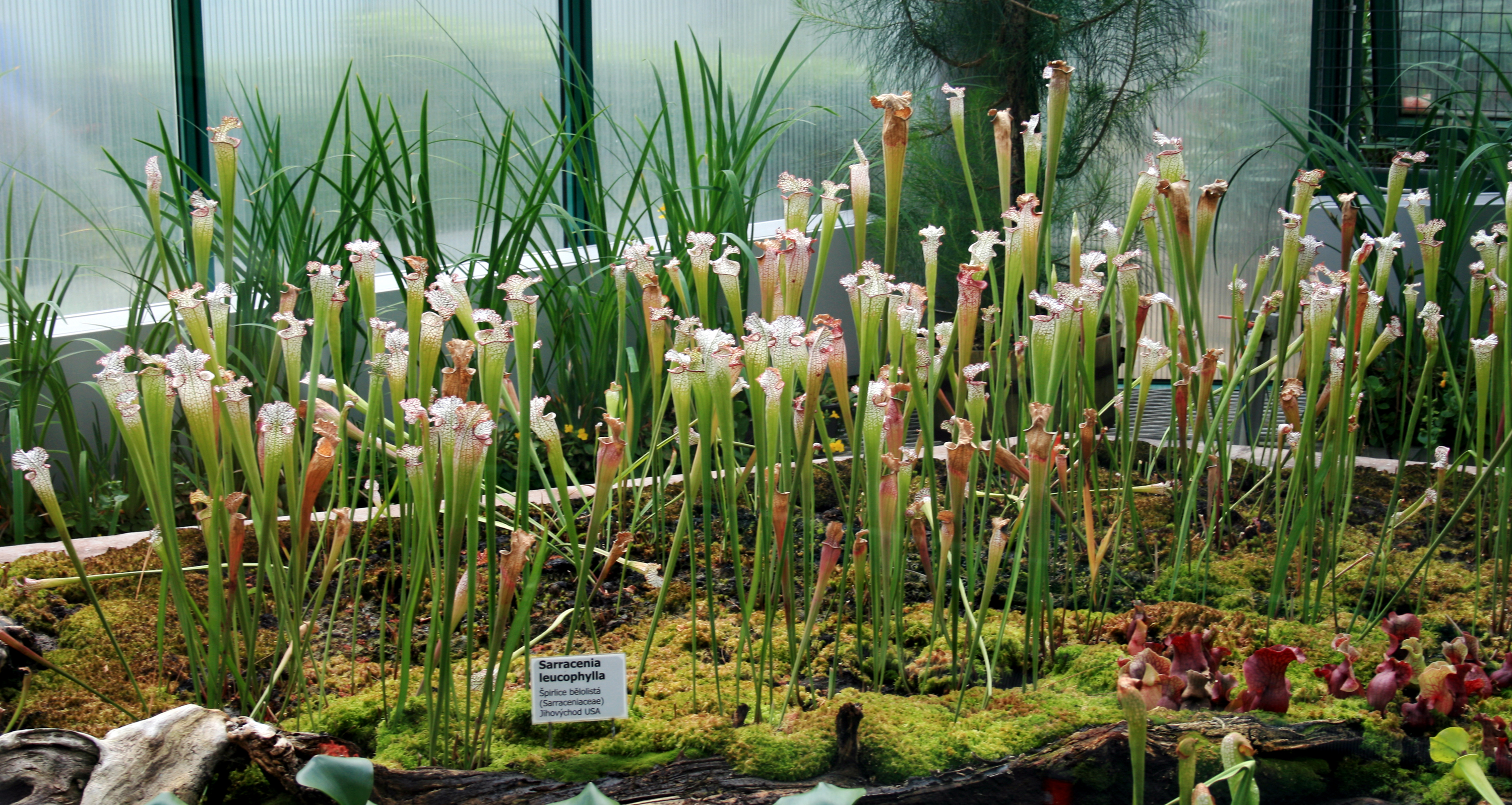
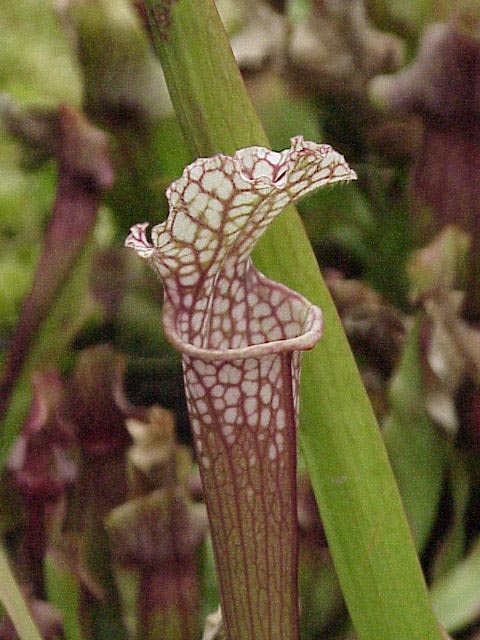
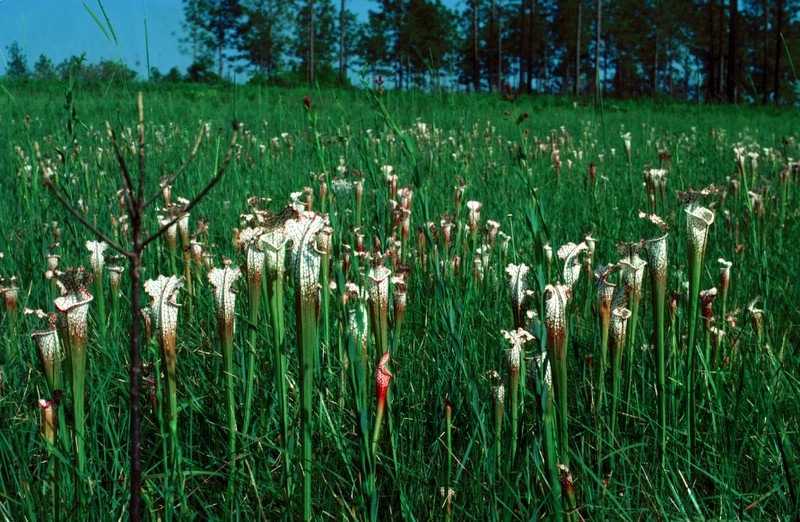
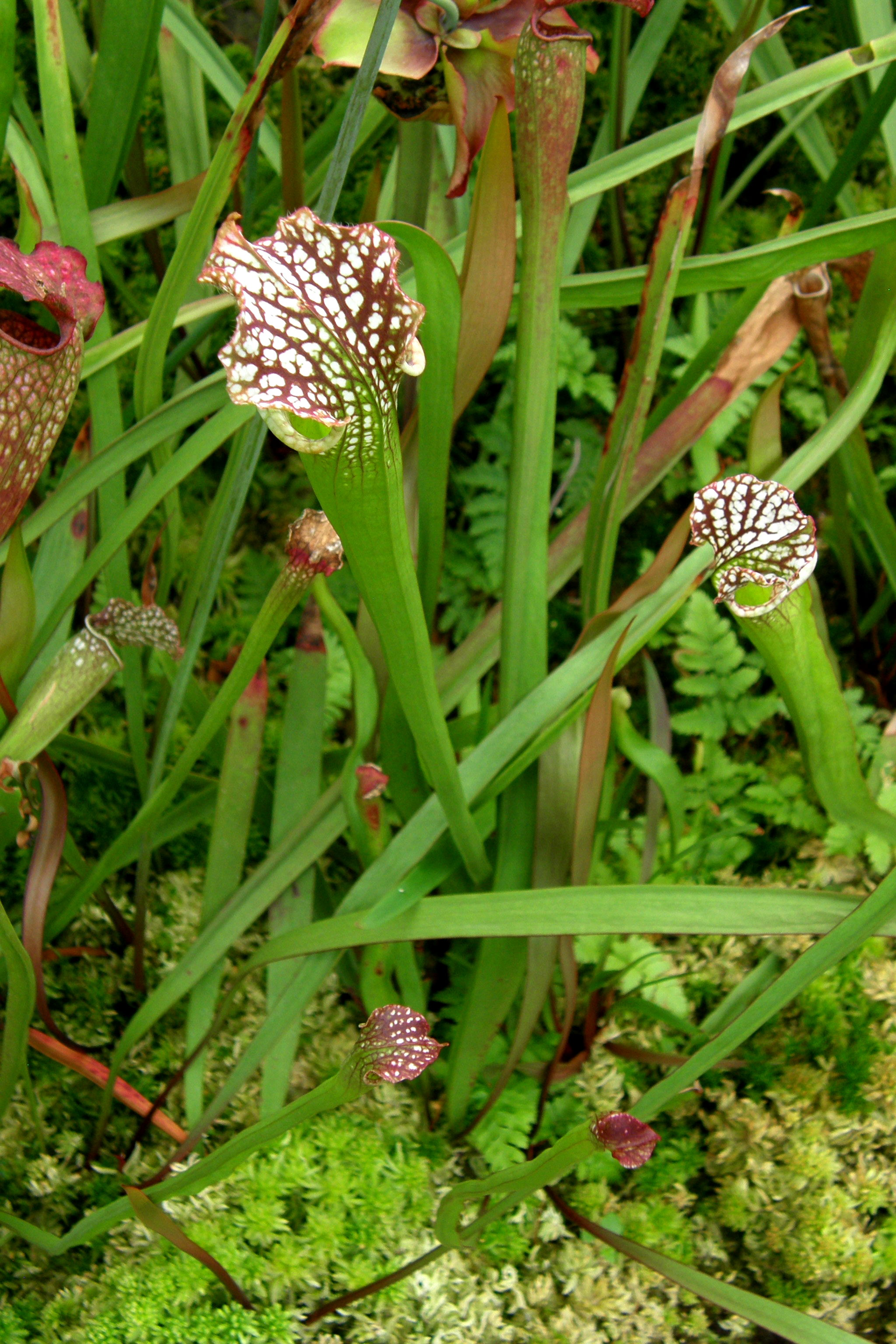
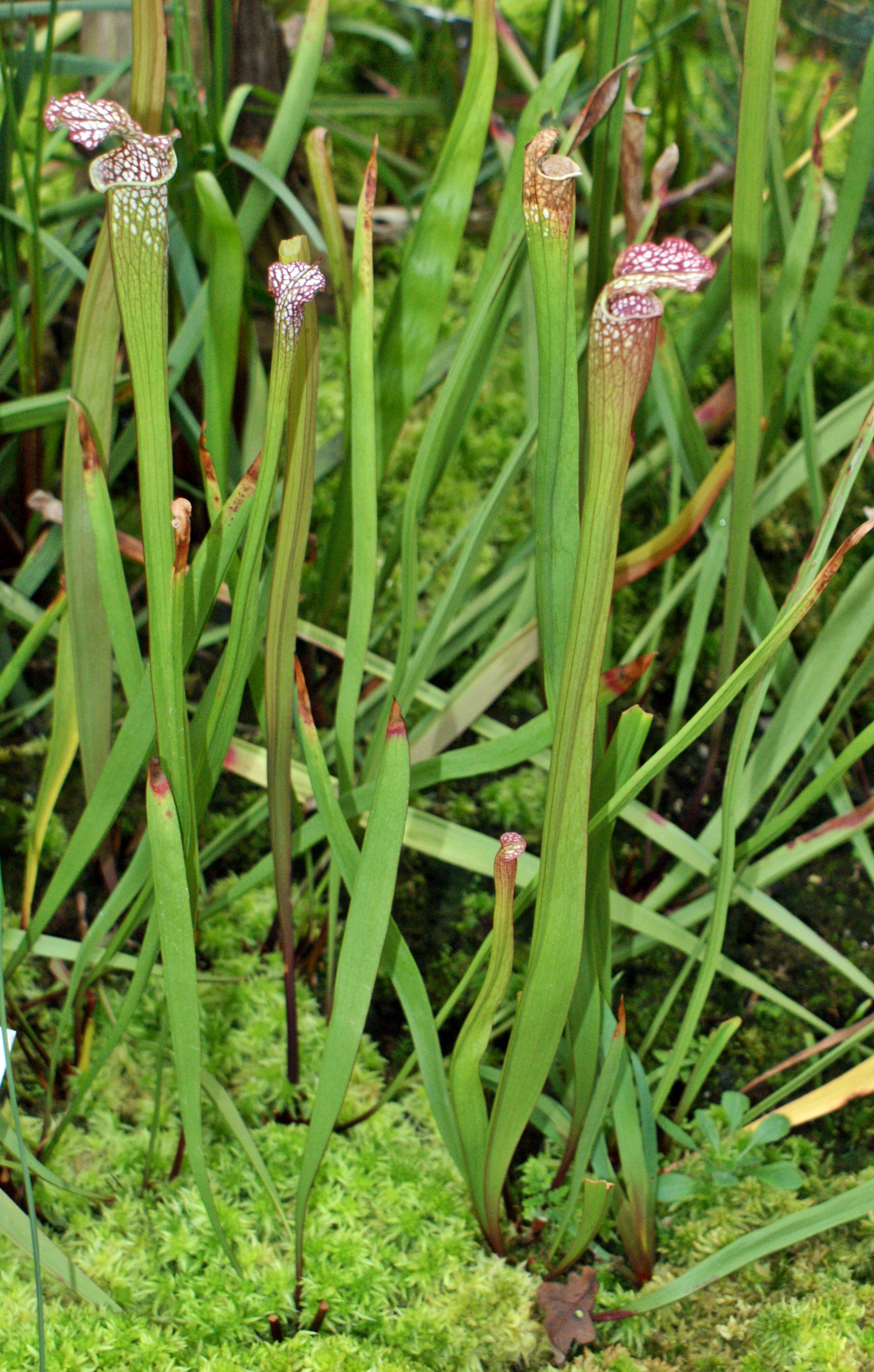
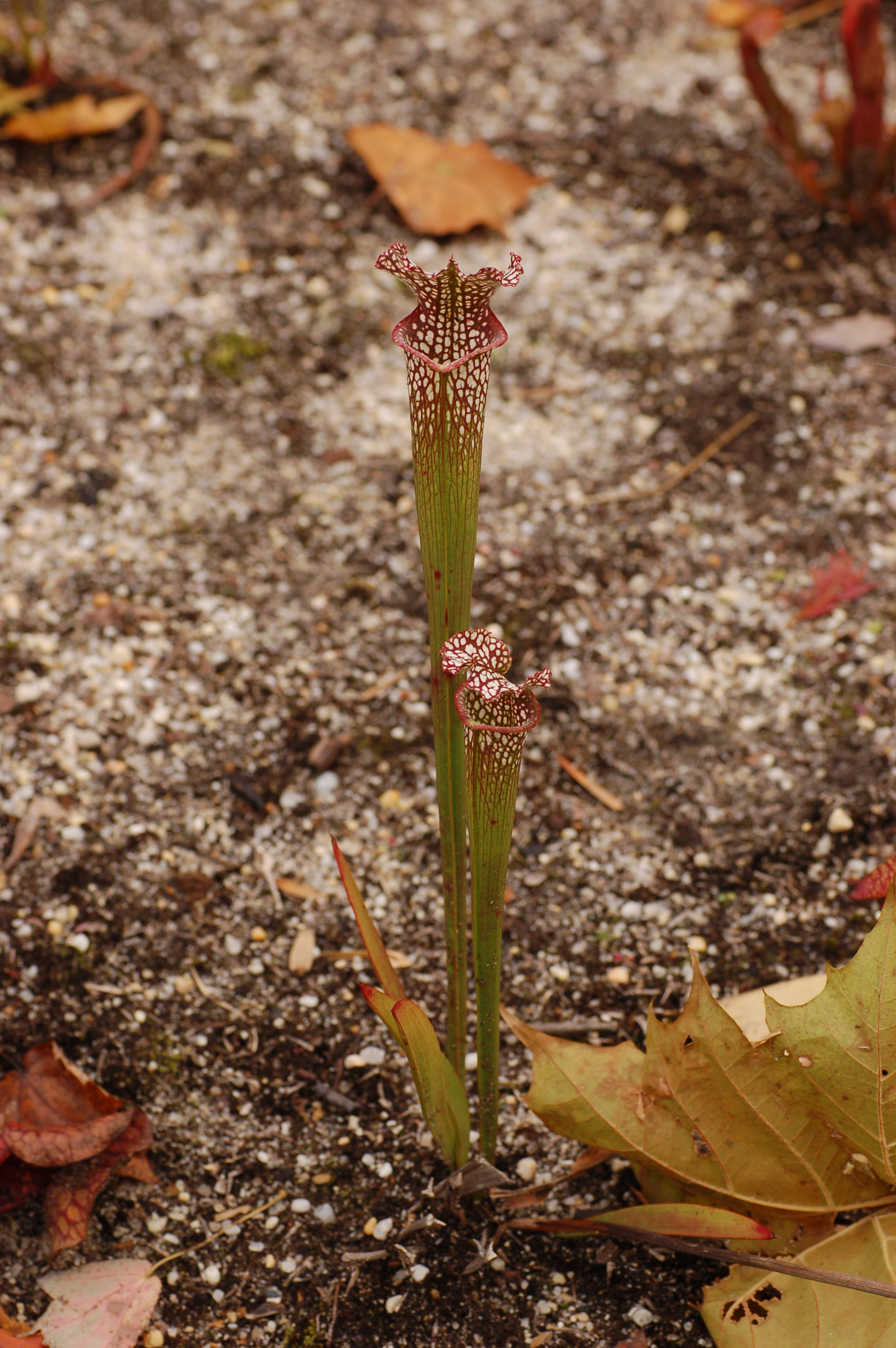